# Fondazione Valore Italia
La Fondazione Valore Italia era un ente pubblico istituito nel 2005 dal Ministero delle attività produttive per la realizzazione di un'"esposizione permanente del design italiano e del made in Italy" con l'obiettivo di essere il laboratorio progettuale sull'economia della cultura, della creatività e del made in Italy.
La Fondazione aveva sede nel quartiere EUR di Roma. A seguito di un accordo con l'Ente EUR, disponeva dall'estate 2011 di ampi spazi per ospitare esposizioni, convegni e attività di formazione per meglio rappresentare l'eccellenza italiana nel mondo. L'"Esposizione", infatti, aveva come finalità la valorizzazione dello stile italiano, nonché la sua promozione internazionale.
La Fondazione è stata soppressa ai sensi dell'Art.12 del d.l. n. 95/2012, convertito in legge n. 135/2012, il quale, ai commi 59, 60 e 61, prevede che a decorrere dall'1/1/2014 la Fondazione Valore Italia, di cui all'Art.33 del d.l. n. 273/2005, convertito in legge n.51/2006, è soppressa e i relativi organi decadono.